# Ampelocissus trichoclada
Ampelocissus trichoclada är en vinväxtart som beskrevs av Quisumb. & Merrill. Ampelocissus trichoclada ingår i släktet Ampelocissus och familjen vinväxter. Inga underarter finns listade i Catalogue of Life.